# Bert-Åke Eriksson
Bert-Åke Eriksson, folkbokförd Nils Bert Åke Eriksson, född 7 september 1944 i Kinna församling i dåvarande Älvsborgs län, är en svensk företagsledare, verksam inom Stenasfären.
Bert-Åke Eriksson, som i botten har en fil. kand., var på 1980-talet VD för Gotlandsbolaget. Han är ingift i skeppsredarsläkten Olsson och sitter i närmare 20 bolagsstyrelser. Han är styrelseordförande och VD i Meda Aktiebolag, ledamot och VD i Stena Sessan AB och Stena Sessan Rederi AB samt styrelseordförande i Lilla Boda Fastighets AB. Vidare sitter han bland annat i styrelserna för Beijer Electronics Aktiebolag, Förvaltnings AB Rödsten, Stena Adactum AB och GAE Förvaltning AB.
Han är sedan 1982 gift med gynekologen Madeleine Olsson Eriksson, dotter till skeppsredaren Sten A Olsson och syster till Dan Sten Olsson. Paret har barnen Gustav Eriksson (född 1983) och Marie Eriksson (född 1985).